# Estancia (Iloilo)
Estancia (Filipino: Bayan ng Estancia, Hiligaynon: Sangguniang Bayan Estancia) ist eine Großraumgemeinde in der Provinz Iloilo auf der Insel Panay auf den Philippinen. Sie hat 48.546 Einwohner (Zensus 1. August 2015), die in 25 Barangays leben. Sie gehört zur zweiten Einkommensklasse der Gemeinden auf den Philippinen und wird als teilweise urban beschrieben.
Estancia liegt an der östlichen Küste auf der Insel Panay, an der vielbefahrenen Wasserstraße der Guimaras-Straße, der Insel Negros gegenüber. Die Hauptstadt der Provinz, Iloilo City, liegt ca. 129 km südwestlich der Gemeinde und ist von dort mit dem Bus oder Jeepney zu erreichen. Die Nachbargemeinden sind Balasan im Westen, Batad im Südwesten und Carles im Norden. Die Topographie der Gemeinde wird bestimmt von Flachländern und einer hügeligen Landschaft im Inselinneren. 
Vom Fischereihafen von Estancia können die Inseln Sicogon, Calagnaan und die Inselgruppe der Gigantes-Inseln erreicht werden. 

## Barangays
| - Lumbia (Ana Cuenca) - Bayas (Bayas Island) - Bayuyan - Botongon - Bulaqueña - Calapdan - Cano-an - Daan Banua - Draculan - Gogo - Jolog - Loguingot (Loguingot Island) - Malbog | - Manipulon - Pa-on - Pani-an - Poblacion Zone 1 - Lonoy (Roman Mosqueda) - San Roque - Santa Ana - Tabu-an - Tacbuyan - Tanza - Poblacion Zone II - Poblacion Zone III |